# 悪役1号
悪役1号（あくやくいちごう、AKUYAKU #1）とは、宮崎駿によるイラストエッセイ『宮崎駿の雑想ノート』の中の一編「多砲塔の出番」及び、それを原作としたラジオドラマに登場する架空の多砲塔戦車。

## 概要
1930年代半ばに、バークシャー連隊の連隊長を務める悪役大佐（ラジオドラマでは「アイアンポーク大佐」）が開発させた新型多砲塔戦車。大佐曰く「究極の兵器」であり「恐怖そのもの」でもある。全備重量200t、全長17mに渡る巨体を持ち、出力1,000hpのエンジン2基で最大速力28km/hを発揮する。
特徴的な点として、車体中央に地上高10mの高さまで昇降する隠顕式の司令塔を持つことと、腹部中央に障害物を乗り越える為の3つ目の履帯を持つこと、車体後部にも操縦席を持ち、後ろ向きのままで操縦を行うことができることが挙げられる。その他、車体前部には油圧可動式のドーザーブレードを、車体後部には塹壕踏破用のスキッドを装備する。乗組員は大佐も含めて30名以上。
武装として、主砲塔に射程5km以上（静止時）の170mm加農砲、230mmロケット臼砲、75mm速射砲を1門ずつ、同軸機銃7挺（ラジオドラマ版では4挺）、擲弾発射塔2基を装備。車体前部と後部に副砲を1門ずつ、司令塔後ろに3連装の25mm対空機関砲を装備した対空機銃塔を2基、銃塔を車体前部に連装1基、車体脇に連装・単装1基ずつ（計8挺）、前部副砲同軸、司令塔基部両脇、後部操縦席脇に単装機銃を計4挺、車体のどこかに火炎放射器とダイナマイト砲を装備した工兵塔を持つ。装甲も厚く、37mm砲程度ではかすり傷もつかない。
しかし、ラジオドラマ版においては、その重量を支えるために重心部から車体内部各所に約2千本のスポークを張り巡らして吊り支えるという不安定な構造を採用しており、それを解除するレバーを引くだけで車体がバラバラになってしまうというウィークポイントが存在する。

## 劇中での活躍
悪役大佐に率いられて反乱を起こしたバークシャー連隊によって強奪され、一路帝都ルバニールを目指し、政府軍を蹴散らしながら進撃する。その途中、とある町で悪役1号のコックにしようとレストランの少女を「戦利品第1号」としてかっさらう。少女の幼馴染の少年は、彼女を取り戻すためになおも進撃を続ける悪役1号に挑む。
以下はラジオドラマ版の続きである。
田舎町レンゲでさらわれた少女アンナはアイアンポーク大佐の給仕をするうちに、大佐から「少年兵時代から『すべてをまっすぐ蹂躙突破して突撃する超兵器』悪役1号の開発・運用・訓練に人生を捧げさせられてきたのに、その悪役1号が政府の意向であっさり廃棄処分にされ、己の人生すべてを否定された。このままでは気が納まらない。すべてをまっすぐ蹂躙突破して首都に、政府の連中に突撃してやる」という胸の内を聞かされ、その無念と怒りにほだされる。一方、少年タルトは悪役1号に潜入し、悪役1号がレバー一本で分解してしまう弱点を発見してアンナに伝える、が、アンナはレバーを引くことをためらってしまう……。

## 商品化
1/72スケールのプラモデルが有限会社タスカモデリズモから発売されている。

## VSB-2超重戦車
VSB-2超重戦車とは、悪役1号と同じく「多砲塔の出番」に登場する架空の多砲塔戦車である。悪役1号と直接的な関係は無いが、登場作品が同じな為、併せてここで解説する。

### 概要
1932年にボストニア王国陸軍が1両のみ試作した多砲塔戦車。全備重量は76t、最大速度は12km/h。装甲厚は最大で60mmある。乗組員は10名以上。
武装として主砲塔に150mm榴弾砲、50mm歩兵砲、7.7mmマシンガンをそれぞれ1基。車体前部左に単装37mm速射砲塔、同右と車体後部に7.7mmマシンガン銃塔を1基。車体中央両脇に50mm歩兵砲と7.7mmマシンガンをそれぞれ1基装備した砲塔を1基ずつ、主砲塔基部両脇に7.7mmマシンガンを1基装備している。
本車に関する物語は特に設定されておらず、活躍想像図が一枚描かれているのみである。

## 訳注
1. ↑  原作では所属する軍や国家は設定されていない。ラジオドラマ版では開発国は「シルヴァニア公国」であり、メルニの秘密工場で建造されたとされている。
2. ↑  『紅の豚』のポルコ・ロッソの様な、擬人化された黒豚である。
3. ↑  「多砲塔の出番」及び、同じく『雑想ノート』の一編である「知られざる巨人の末弟」に登場する架空の国家。飛行機マニアの国王を持つ。